# Repetobasidium erikssonii
Repetobasidium erikssonii är en svampart som beskrevs av Oberw. 1965. Enligt Catalogue of Life ingår Repetobasidium erikssonii i släktet Repetobasidium, klassen Agaricomycetes, divisionen basidiesvampar och riket svampar, men enligt Dyntaxa är tillhörigheten istället släktet Repetobasidium, familjen Sistotremataceae, ordningen Polyporales, klassen Agaricomycetes, divisionen basidiesvampar och riket svampar. Arten är reproducerande i Sverige. Inga underarter finns listade i Catalogue of Life.